# A cambio de nada
A cambio de nada es una película española de 2015, que constituye el primer largometraje dirigido por Daniel Guzmán. Ganó la Biznaga de Oro en el Festival de Cine de Málaga y dos premios Goya, para Daniel Guzmán por la mejor dirección novel y para Miguel Herrán por el mejor actor revelación.
Destaca la interpretación de Antonia Guzmán, abuela del director y que a sus más de 90 años debutó como actriz en esta película, por la que fue nominada al premio Goya a la  actriz revelación.

## Sinopsis
Darío (Miguel Herrán) y Luismi (Antonio Bachiller) son dos amigos y vecinos de 16 años que mantienen un estrecho vínculo desde pequeños. Uno de ellos, Darío, tiene que afrontar la separación de sus padres, un infierno familiar que le obliga a huir de casa. Para ganarse la vida, el joven empieza a trabajar para Caralimpia (Felipe García Vélez), un antiguo delincuente que regenta un taller. Junto a su nuevo jefe, Luismi y Antonia (Antonia Guzmán), una anciana que recoge muebles abandonados, Darío encontrará una nueva familia y una forma distinta de ver la vida.

## Reparto
- Miguel Herrán interpreta a Darío
- Antonio Bachiller interperta a Luismi
- Antonia Guzmán interpreta a Antonia
- Felipe García Vélez interpreta a Justo Caralimpia
- Luis Tosar interpreta a Padre de Darío
- María Miguel interpreta a Madre de Darío
- Miguel Rellán interpreta a Profesor
- Adelfa Calvo interpreta a Madre de Luismi
- Patricia Santos interpreta a Alicia
- Iris Alpáñez interpreta a Hermana de Luismi
- Fernando Albizu interpreta a Matías
- Manolo Caro interpreta a Empleado de Motosión
- Assilk Marenoff interpreta a Portero discoteca
- Lara Sajen interpreta a Profesional sexo
- Álex Barahona interpreta a Policía
- María José Lara interpreta a Policía
- Javier García interpreta a Policía
- Mariano Llorente interpreta a Inspector
- Carlos Olalla interpreta a Juez
- Beatriz Argüello interpreta a Fiscal
- Sebastían Haro interpreta a Abogado
- Gadea Quintana interpreta a Secretario judicial
- Óscar Méndez interpreta a Secretario judicial
- Eduardo Herrero interpreta a Abogado Maellas
- Cristina Jover interpreta a Secretaria
- Jose Antonio Martínez interpreta a Mendigo
- Marina Salazar interpreta a Chica discoteca
- Luis Zahera interpreta a Policía Local
- Roberto Álvarez interpreta a Abogado Darío

## Premios y candidaturas

### Premios Goya
| Año  | Categoría                                 | Nominado            | Resultado |
| ---- | ----------------------------------------- | ------------------- | --------- |
| 2015 | Mejor director novel                      | Daniel Guzmán       | Ganador   |
| 2015 | Mejor película                            |                     | Nominado  |
| 2015 | Mejor guion original                      |                     | Nominado  |
| 2015 | Mejor interpretación masculina de reparto | Felipe García Vélez | Nominado  |
| 2015 | Mejor actor revelación                    | Miguel Herrán       | Ganador   |
| 2015 | Mejor actriz revelación                   | Antonia Guzmán      | Nominado  |

### Alcalá de Henares Short Film Festival
| Año  | Categoría      | Nominado | Resultado |
| ---- | -------------- | -------- | --------- |
| 2015 | Mejor película |          | Ganador   |

### Festival de Cine de Málaga
| Año  | Categoría                                 | Nominado          | Resultado |
| ---- | ----------------------------------------- | ----------------- | --------- |
| 2015 | Biznaga de oro a Mejor película           |                   | Ganador   |
| 2015 | Biznaga de plata a Mejor director         | Daniel Guzmán     | Ganador   |
| 2015 | Biznaga de plata a Mejor actor de reparto | Antonio Bachiller | Ganador   |
| 2015 | Biznaga de plata a Premio de la Crítica   | Daniel Guzmán     | Ganador   |

### Premios Toulouse Cinespaña
| Año  | Categoría      | Nominado      | Resultado |
| ---- | -------------- | ------------- | --------- |
| 2015 | Mejor película |               | Ganador   |
| 2015 | Mejor director | Daniel Guzmán | Ganador   |

### Premios ASECAN
| Año  | Categoría      | Nominado      | Resultado |
| ---- | -------------- | ------------- | --------- |
| 2016 | Mejor película |               | Ganador   |
| 2016 | Mejor actor    | Miguel Herrán | Nominado  |

### Premios Círculo de Escritorios España
| Año  | Categoría                 | Nominado       | Resultado |
| ---- | ------------------------- | -------------- | --------- |
| 2016 | Mejor actriz revelación   | Antonia Guzmán | Nominado  |
| 2016 | Mejor actor revelación    | Miguel Herrán  | Nominado  |
| 2016 | Mejor guion adaptado      | Daniel Guzmán  | Nominado  |
| 2016 | Mejor director revelación | Daniel Guzmán  | Nominado  |

### Premios Feroz
| 2016 | Mejor actor de reparto | Antonio Bachiller | Nominado |
| 2016 | Mejor director         | Daniel Guzmán     | Nominado |
| 2016 | Mejor guion original   | Daniel Guzmán     | Nominado |
| 2016 | Mejor película         |                   | Nominado |

### Premios José María Forque
| Año  | Categoría      | Nominado | Resultado |
| ---- | -------------- | -------- | --------- |
| 2016 | Mejor película |          | Ganador   |

### PremiosUnión de Actores y Actrices
| Año  | Categoría              | Nominado            | Resultado |
| ---- | ---------------------- | ------------------- | --------- |
| 2016 | Mejor actor secundario | Felipe García Vélez | Ganador   |

### Premios Turia
| Año  | Categoría      | Nominado | Resultado |
| ---- | -------------- | -------- | --------- |
| 2016 | Mejor película |          | Ganador   |